# Gregori d'Antioquia
Gregori d'Antioquia fou un patriarca de l'església ortodoxa d'Antioquia del 571 al 593.
Comença com a monjo en un dels convents de Constantinoble o un convent conegut com a convents dels romans d'Orient (que Valesi situa a Síria) i es va fer conegut pel seu ascetisme i fou nomenat abat del convent.
L'emperador el va nomenar després abat del convent del Mont Sinaí. Aquest convent fou atacat pels beduïns però va aconseguir la seva retirada i relacions pacífiques entre els beduïns i els monjos.
Deposat el patriarca Anastasi d'Antioquia vers el 570 o 571 va ocupar el seu lloc i en aquest càrrec es va destacar per la seva caritat als pobres i les seves relacions amb el poder secular, amb l'enfrontament entre l'emperador romà d'Orient i el rei persa Còsroes I (572).
Un amic íntim seu, Anatoli fou suposadament sorprès amb pràctiques de màgia i sacrificis a les deïtats paganes i altres crims similars, i el poble va acusar Gregori de compartir la culpabilitat. L'emperador va cridar a Anatoli, que fou torturat però no va acusar Gregori de cap crim, i finalment fou executat i el seu cos empalat o crucificat. Gregori va ser considerat net de culpa.
Poc després Gregori es va enfrontar amb Asteri, comes de les províncies orientals, i el poble va prendre partit contra el seu bisbe; Asterius va ser substituït però el seu successor Joan va romandre enfrontat amb Gregori i va iniciar una enquesta en la que Gregori fou declarat sospitós d'incest amb la seva pròpia germana, una dona casada, i de ser el causant de disturbis a Antioquia; pel segon càrrec va apel·lar al comes com a jutge però pel primer va apel·lar a l'emperador i a un consell eclesiàstic. Per això va anar a Constantinoble portant a Evagri d'Epifania, un amic seu (l'historiador eclesiàstic) com a advocat (vers 589). Gregori fou absolt encara que no fàcilment i va tornar a Antioquia.
Els soldats de la frontera es van amotinar i van fer fugir al seu general Prisc i es van negar a reconèixer al seu successor Filípic enviat per l'emperador. Gregori va actuar com a mediador i va aconseguir aturar el motí i fer tornar als soldats a l'obediència i al reconeixement de Filípic.
El 590 o 591 Còsroes es va haver de refugiar a l'Imperi Romà d'Orient i Gregori el va anar a trobar.
Va morir de gota el 593 o 594. Probablement una mica abans de morir va renunciar a la seu en favor d'Anastasi d'Antioquia (conegut també com a Anastasi del Sinaí) al que havia substituït vers el 571.
Durant el seu patriarcat es va oposar als acèfals o deixebles de Sever d'Antioquia, que eren nombrosos al desert sirià, als que va expulsar o obligar a renunciar a les seves creences.
Va escriure:
- 1.	Δημογορία πρὸς τὸν Στρατόν, Oratio ad Exercitum
- 2.	Λόγος εἰς τὰς Μυροφόρους Oratio in Mulieres Unguentiferas